# 제23회 홍콩 영화 금상장
제23회 홍콩 영화 금상장은 2004년 4월 4일에 열린 시상식이다.

## 수상 및 후보

### 작품상
- 대척료 - 두기봉 수상
- PTU - 두기봉
- 망불료 - 이동승
- 무간도 2 - 혼돈의 시대 - 유위강
- 무간도 3 - 종극무간 - 유위강

### 감독상
- PTU - 두기봉 수상
- 망불료 - 이동승
- 쌍웅 - 진목승
- 대척료 - 두기봉
- 무간도 2 - 혼돈의 시대 - 유위강

### 각본상
- 대척료 - 위가휘 외 수상
- PTU - 구건아
- 망불료 - James Yuen
- 무간도 2 - 혼돈의 시대 - 맥조휘
- 무간도 3 - 종극무간 - 맥조휘

### 남우주연상
- 대척료 - 유덕화 수상
- 금계 2 - 장학우
- 망불료 - 유청운
- PTU - 임달화
- 무간도 2 - 혼돈의 시대 - 오진우

### 여우주연상
- 망불료 - 장백지 수상
- 무간도 2 - 혼돈의 시대 - 류자링
- 금계 2 - 오군여
- 대척료 - 장백지
- 꿈꾸는 풍경 - 임가흔

### 남우조연상
- 대장부 - 양가휘 수상
- 대척료 - 시우파이 청
- 무간도 2 - 혼돈의 시대 - 두문택
- 무간도 2 - 혼돈의 시대 - 요계지
- 행운초인 - 정중기

### 여우조연상
- 호정 - 조시 호 수상
- PTU - 소미기
- 진실 게임 - 6층의 숨은 방 - 노교음
- 트윈 이펙트 - 조시 호
- 망불료 - 바오치징

### 신인상
- 스타 러너 - 안지걸 수상
- 스타 러너 - 오건호
- 심조주걸륜 - Po Po
- 진실 게임 - 6층의 숨은 방 - 소정남

### 촬영상
- 꿈꾸는 풍경 - 황악태 수상
- PTU - 정조강
- 쌍웅 - 반요명
- 무간도 2 - 혼돈의 시대 - 유위강
- 무간도 3 - 종극무간 - 유위강

### 편집상
- 트윈 이펙트 - 원창배 수상
- 무간도 2 - 혼돈의 시대 - 대니 팽
- 무간도 3 - 종극무간 - 대니 팽
- 대척료 - 나영창
- PTU - 나영창

### 미술상
- 트윈 이펙트 - 뇌초웅 수상
- 금계 2 - 김원혁
- 턴 레프트, 턴 라이트 - 여가안
- 대척료 - 여가안
- 꿈꾸는 풍경 - 육문화

### 의상&메이크업상
- 트윈 이펙트 - 해중문 수상
- 금계 2 - 해중문
- 대척료 - 여가안
- 꿈꾸는 풍경 - 장숙평
- 턴 레프트, 턴 라이트 - Steven Tsang 외

### 무술감독상
- 트윈 이펙트 - 견자단 수상
- 메달리온 - 홍금보
- 쌍웅 - 동위
- 스타 러너 - 전가락
- 대척료 - 원빈

### 영화음악상
- 망불료 - 피터 캄 수상
- PTU - 종지영
- 무간도 2 - 혼돈의 시대 - 진광영
- 무간도 3 - 종극무간 - 진광영
- 턴 레프트, 턴 라이트 - 종지영 외

### 주제가상
- 무간도 2 - 혼돈의 시대
- 대척료
- 망불료
- 하일참천후
- 턴 레프트, 턴 라이트

### 음향효과상
- 트윈 이펙트 - 증경상 수상
- 무간도 2 - 혼돈의 시대 - 증경상
- 무간도 3 - 종극무간 - 증경상
- PTU - Martin Chappell
- 대척료 - Martin Chappell 외

### 시각효과상
- 트윈 이펙트 - Eddy Wong 외 수상
- PTU - Stephen Ma
- 무간도 3 - 종극무간 - Eddy Wong 외
- 메달리온 - Paddy Eason 외
- 대척료 - Eddy Wong

### 아시아영화상
- 황혼의 세이베이 - 야마다 요지 수상
- 소재봉 - 시지에 다이
- 블루 게이트 크로싱 - 이치엔
- 투게더 - 천카이거
- 클래식 - 곽재용

### 신인감독상
- 대장부 - 펑하오샹 수상
- 진실 게임 - 6층의 숨은 방 - 황진진
- 꿈꾸는 풍경 - 여묘설